# Ultraviolet (série télévisée polonaise)
Pour les articles homonymes, voir Ultraviolet (homonymie).
Ultraviolet est une série télévisée polonaise en dix épisodes de 50 minutes, créée par Wendy West et réalisée par Jan Komasa et Sławomir Fabicki, diffusée à partir du 25 octobre 2017 sur AXN. En France, la série a été diffusée à partir du 17 août 2018 sur Netflix.

## Synopsis
De retour de quelques années à Londres, Aleksandra Serafin-Łozińska vit chez sa mère Anna et travaille comme taxi à Łódź. Une nuit, après une course, elle voit une femme tomber d'un pont sur une voiture. La voiture s'enfuit et Aleksandra est sûre d'avoir vu une autre personne sur le pont. Devant l'inaction de la police, qui conclut au suicide, elle cherche sur internet comment enquêter à leur place. Elle découvre un site nommé Ultraviolet, un réseau de personnes qui s'entraident pour résoudre des affaires délaissées par la police. La couleur ultraviolette va au-delà du bleu, surnom donné à la police. Elle se lie d'amitié avec le créateur du site, Tomek, ainsi qu'avec des membres du groupe en ligne, Piast le surdoué en informatique et les sœurs Magdalena et Karolina.
D'autre part, Aleksandra en veut à la police, et en particulier au commandant Kraszewski, d'avoir classé la mort de son frère. Elle est convaincue qu'il n'a pas été tué en légitime défense par son ex mais que cette dernière avait prémédité son acte. Ola se rapproche cependant d'un policier, Michał, à qui elle livre les informations que le groupe découvre sur la victime et sur ce qui s'est passé cette nuit-là. Elle espère qu'en échange, il rouvrira le dossier sur la mort de son frère. Elle est également aidée par son ami Henryk, un garagiste qui la considère comme sa fille.

## Distribution
- Marta Nieradkiewicz : Aleksandra Serafin-Łozińska dite Ola
- Sebastian Fabijański : Michał Holender
- Michał Źurawski : Tomasz Molak
- Viet Anh Do : Huan Nguyen dit Piast Kołodziej
- Marek Kalita : Henryk Bąk
- Magdalena Czerwińska : Beata Misiak
- Karolina Chapko : Dorota Polańska
- Paulina Chapko : Regina Polańska
- Agata Kulesza : Anna Serafin
- Bartłomiej Topa : Waldemar Kraszewski
- Bartosz Gelner : Kamil Łoziński
- Mateusz Damięcki : Adam Szmit
- Mariusz Jakus : Zenon Nowak

## Saisons 1
1. #DameDuLac
2. #Alicja
3. #Explosion
4. #Elias
5. #NiveauMaster
6. #Confession
7. #Limbo
8. #LeClub
9. #Hycel
10. #TerritoireInconnu

## Saison 2
La deuxième saison comporte douze épisodes sans titres.